# Rue Mario-Nikis
La rue Mario-Nikis est une rue du 15e arrondissement de Paris.

## Situation et accès
La rue commence au 112, avenue de Suffren et finit rue Chasseloup-Laubat.

## Origine du nom
Cette rue rend hommage à Mario Nikis (1908-1944),, ancien directeur des Laboratoires Radioélectriques qui se trouvaient aux nos 6-12, résistant mort en déportation.

## Historique
La rue a été ouverte en 1908 sous le nom de « rue Grouselle », Grouselle étant ancien propriétaire du terrain. Elle a pris son nom actuel le 23 novembre 1948.

## Bâtiments remarquables et lieux de mémoire
Le siège de l'Agence spatiale européenne (ESA) se trouve au 8-10, rue Mario-Nikis.
Le bâtiment connaît des travaux de réhabilitation par l’agence d’architecture Atelier du Pont à partir de 2018. Le nouveau bâtiment est inauguré par la ministre Sylvie Retailleau en mars 2023,,.

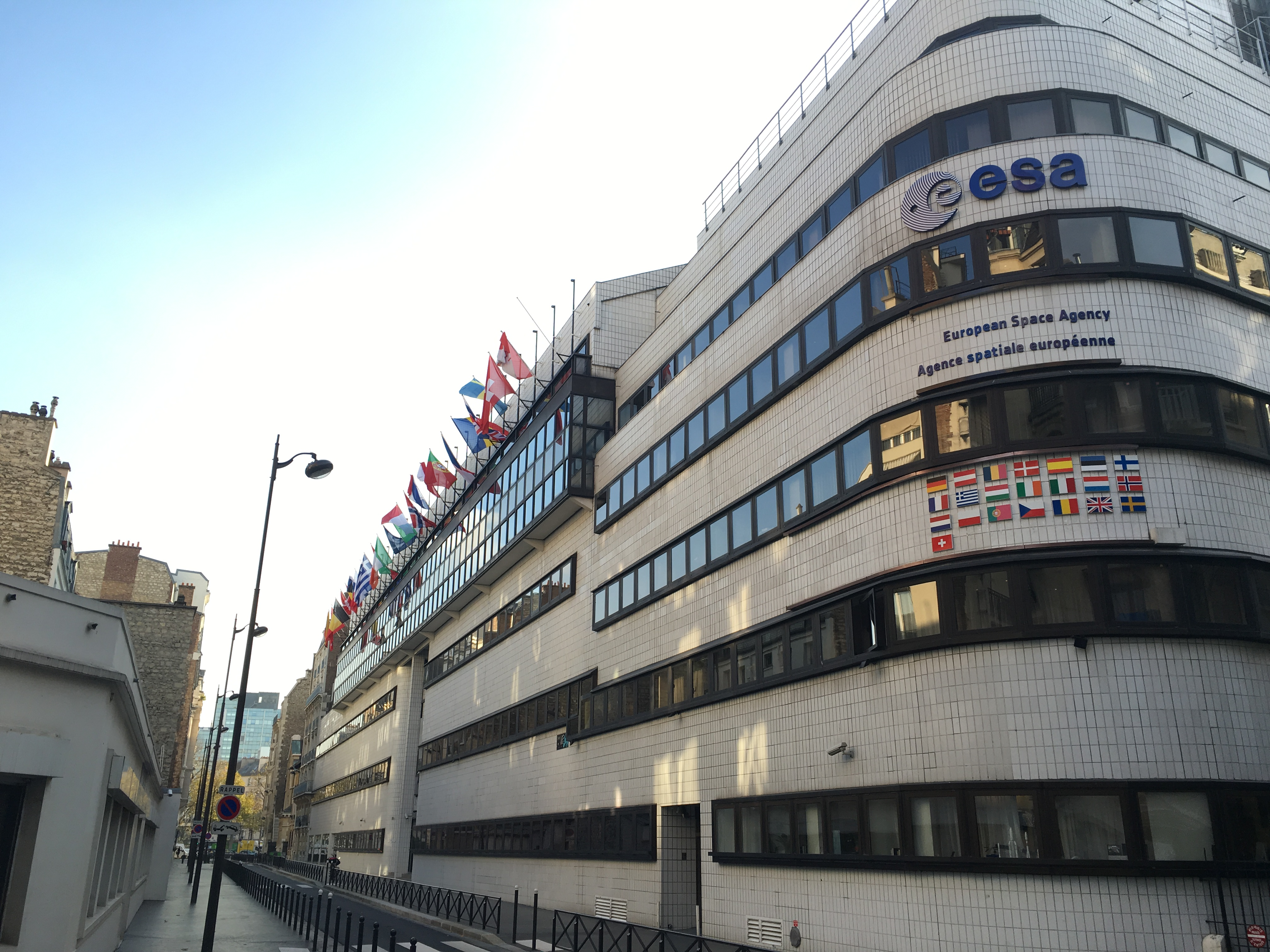
Le bâtiment avant travaux.